# Stiftung Warentest

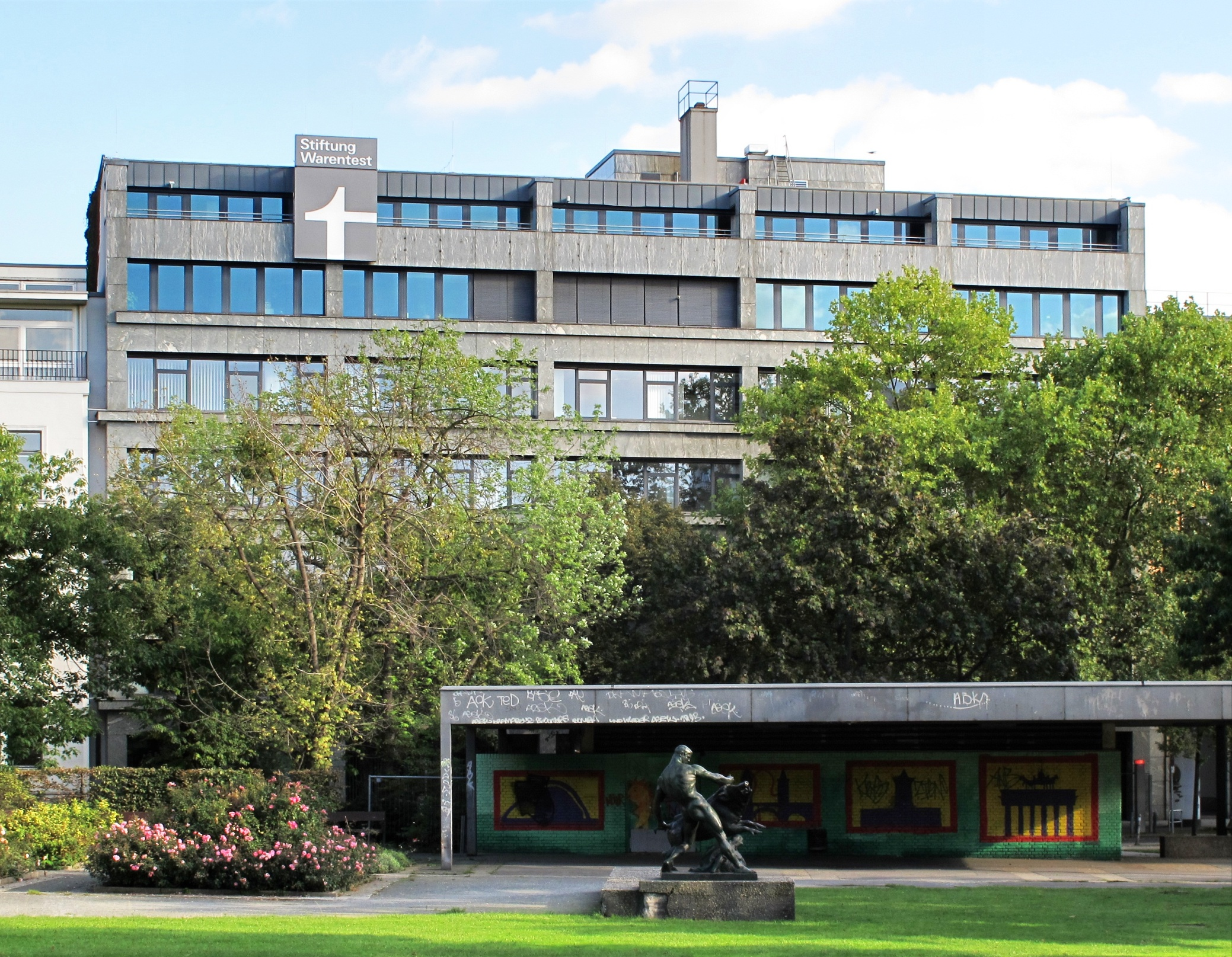
Stiftung Warentest in Berlin.

Stiftung Warentest is een Duitse consumentenorganisatie zonder winstoogmerk en veruit de bekendste stichting in Duitsland.  De stichting heeft een overheidsmandaat en wordt gefinancierd met belastingmiddelen, waarmee goederen en diensten van verschillende aanbieders worden onderzocht en vergeleken. Het hoofdkantoor is gevestigd aan de Lützowplatz in de Berlijnse wijk Tiergarten. 
De stichting verkreeg rechtspersoonlijkheid op 4 december 1964 toen, na jaren van discussies, de federale regering van bondskanselier Konrad Adenauer op 16 september 1964 besloot een organisatie op te richten voor het testen van producten. Volgens historicus Kevin Rick betekende de oprichting van Stiftung Warentest in de vroege jaren zestig een paradigmaverschuiving in het consumentenbeleid: hiermee greep de regering immers rechtstreeks in de sector consumenteninformatie in met een overheidsmandaat. De overheid was duidelijk van mening dat de toen belangrijkste consumentenorganisatie, de Arbeitsgemeinschaft der Verbraucherverbände, voorloper van de Verbraucherzentrale (vzbv), een opdracht zoals die van de stichting niet kon waarmaken.
Stiftung Warentest onderzocht en publiceerde sedert 1968 een hele reeks vergelijkende testen, waarvan sommige grote bekendheid kregen en meermaals tot rechtszaken tegen de stichting leidden, zoals de test van skibindingen in 1968, de (on)veiligheid van kinderwagens in 1973, de veiligheid van voetbalstadions na het Heizeldrama van 1985, of de (on)veiligheid van versnipperaars in 1988. 
De testresultaten worden toegewezen volgens een kwaliteitscategorie die overeenstemt met de schoolgradaties in Duitsland:
- 0,5-1,5: zeer goed
- 1,6-2,5: goed
- 2,6-3,5: bevredigend
- 3,6-4,5: voldoende
- 4,6-5,5: ontoereikend.

De stichting staat onder toezicht van de Senatsverwaltung für Justiz, Verbraucherschutz und Antidiskriminierung van de Senaat van Berlijn. 